# Joaquim Carlos Travassos
Joaquim Carlos Travassos (Angra dos Reis, 1839 — Rio de Janeiro, 6 de fevereiro de 1915) foi um médico, político e pioneiro do espiritismo brasileiro.

## Biografia

### Antecedentes
Acredita-se que a família Travassos, que hoje tem representantes em todo o Brasil, descende de três irmãos portugueses que, perseguidos no reino à época da Dinastia Filipina (1580-1640), aqui aportaram em busca de refúgio.
Um desses irmãos teria se radicado na Ilha Grande, no litoral sul da então Capitania do Rio de Janeiro, atribuindo-se a ele o tronco da família na região.

### Juventude e casamento
Nascido na propriedade da família, a Fazenda da Longa, na Ilha Grande, foram seus pais o Coronel Pedro José Travassos e Dna. Emília Rita Travassos. Teve mais seis irmãos, três homens e três mulheres.
Ao término dos estudos preparatórios, com cerca de dezessete anos, ingressou na Faculdade de Medicina do Rio de Janeiro. Após cursar as dezoito cadeiras do curso, a 30 de agosto de 1862 defendeu brilhantemente a sua tese, vindo a obter o grau em 27 de novembro do mesmo ano, em cerimônia solene na presença de Suas Majestades Imperiais.
Nesse ano, ou no seguinte, desposou a Srta. Maria Antônia de Oliveira, com quem teve duas filhas.

### O Espiritismo
O Dr. Travassos travou contato com as ideias espíritas numa época em que, de Allan Kardec, só se achavam traduzidos para o português dois opúsculos: O Espiritismo na sua expressão mais simples e Introdução ao estudo da Doutrina Espírita. Como integrante da elite educada no país, leu os livros básicos da Codificação no próprio idioma de origem, o francês.
Embora se desconheçam as razões que o levaram à aceitação da Doutrina Espírita, foi pelo estudo das obras de Kardec que se tornou um fervoroso adepto. Unido a outros estudiosos dos fenômenos espíritas, passou a integrar um grupo seleto. Formou-se, desse modo, uma associação para o estudo dos mesmos, a Sociedade de Estudos Espiríticos - Grupo Confúcio, fundada a 2 de Agosto de 1873, considerada o primeiro Centro Espírita na então Capital do Império, no qual o Dr. Joaquim Carlos Travassos era Secretário-Geral.
Naquele momento, para os fins de divulgação, sentia-se a necessidade urgente de se traduzir para a língua portuguesa as obras do Codificador. Além da massa da população não conhecer o suficiente do idioma francês, estavam surgindo vários grupos à época, onde os seus integrantes mal conheciam os princípios elementares da Doutrina.
Nesse contexto, o Dr. Travassos tomou a si a tarefa de traduzir as obras básicas da Codificação. Desse modo, sob o pseudônimo de "Fortúnio", foram publicados O Livro dos Espíritos, traduzido da 20ª edição francesa, sem a data de publicação (1875); O Livro dos Médiuns, traduzido da 12ª edição francesa, sem o nome do tradutor (1875); O Céu e o Inferno, traduzido da 4ª edição francesa, sem o nome do tradutor (1875); e O Evangelho segundo o Espiritismo, traduzido da 16ª edição francesa, sem o nome do tradutor (1876). Todas as quatro obras vieram à luz por intermédio da Editora B. L. Garnier.
Deve-se ainda à iniciativa do Dr. Travassos a conversão do, também médico, Dr. Bezerra de Menezes. A história é bem conhecida: assim que O Livro dos Espíritos saiu do prelo, o Dr. Travassos ofereceu um exemplar da obra, com dedicatória, ao seu grande amigo, a quem sinceramente admirava. E foi esta que atraiu o então ilustre político para a Doutrina Espírita.
Com a Proclamação da República Brasileira, o Dr. Travassos foi eleito Senador na primeira Legislatura do Estado do Rio de Janeiro. Os Anais do Senado desse Estado (1891) registram os fatos ocorridos durante o curto período de existência dessa Casa Legislativa. A 1ª sessão preparatória realizou-se em 27 de julho de 1891, e a sessão de instalação ocorreu a 4 de agosto do mesmo ano, sob a presidência do Senador Demerval da Fonseca.
Travassos, na ausência do Presidente, assumiu a presidência da Casa nas sessões de 28 de julho e de 15 de setembro, e por várias vezes atuou como 1º e 2º Secretário.
Na sessão ordinária de 28 de agosto desse mesmo ano, apresentou um projeto de lei regulamentando a colonização e a imigração no Brasil, já declarando, naquela época, num longo discurso, que a imigração era necessária e urgente, mas que seja posta em prática "sem empirismo e com todo o cuidado, a fim de que não venha a causar-nos maiores males futuros". Entrava, em seguida, numa bem fundamentada exposição no que diz respeito à seleção do imigrante colonizador. Este trabalho recebeu elogios de um dos homens mais competente na matéria à época, o Visconde de Taunay, então presidente da Sociedade de Imigração do Brasil.
Após a queda do Marechal Deodoro da Fonseca, sucedeu-lhe o Marechal Floriano Peixoto, que depôs todos os governadores que aderiram ao golpe de 3 de novembro de 1891. O governo de Francisco Portela, do Estado do Rio de Janeiro, caiu e o Congresso fluminense foi extinto.
O Dr. Travassos, contrário ao procedimento do "Marechal de Ferro", abandonou a política, retirando-se à vida privada. Desde então dedicou todas as suas energias aos estudos da pecuária e da agricultura, relacionando-os à economia do País, por compreender que o desenvolvimento do Brasil dependia, em larga escala, da boa solução desses problemas.
A última parte da vida do Dr. Travassos foi acidentada e cheia de percalços. No Rio de Janeiro, em menos de quinze anos, residiu nas ruas de São Carlos, José Bonifácio, Frei Caneca, Benjamim Constant (junto à Igreja Positivista do Brasil), e acredita-se que na Praça Niterói. Em 1913 mudou-se para a rua Correia Dutra, onde veio a falecer, aos 76 anos de idade, vítima de arteriosclerose.